# Фалкон-Вілледж (Техас)
Фалкон-Вілледж (англ. Falcon Village) — переписна місцевість (CDP) в США, в окрузі Старр штату Техас. Населення — 3 особи (2020).

## Географія
Фалкон-Вілледж розташований за координатами 26°33′54″ пн. ш. 99°8′3″ зх. д. / 26.56500° пн. ш. 99.13417° зх. д. (26.565110, -99.134151).  За даними Бюро перепису населення США в 2010 році переписна місцевість мала площу 2,16 км², уся площа — суходіл.

## Демографія
Згідно з переписом 2010 року, у переписній місцевості мешкало 47 осіб у 20 домогосподарствах у складі 12 родин. Густота населення становила 22 особи/км².  Було 41 помешкання (19/км²).
Расовий склад населення:
| - 100,0 % — білих |

До двох чи більше рас належало 0,0 %. Частка іспаномовних становила 78,7 % від усіх жителів.
За віковим діапазоном населення розподілялося таким чином: 25,5 % — особи молодші 18 років, 63,9 % — особи у віці 18—64 років, 10,6 % — особи у віці 65 років та старші. Медіана віку мешканця становила 33,5 року. На 100 осіб жіночої статі у переписній місцевості припадало 113,6 чоловіків;  на 100 жінок у віці від 18 років та старших — 94,4 чоловіків також старших 18 років.
Цивільне працевлаштоване населення становило 24 особи. Основні галузі зайнятості: публічна адміністрація — 100,0 %.